# 決堤

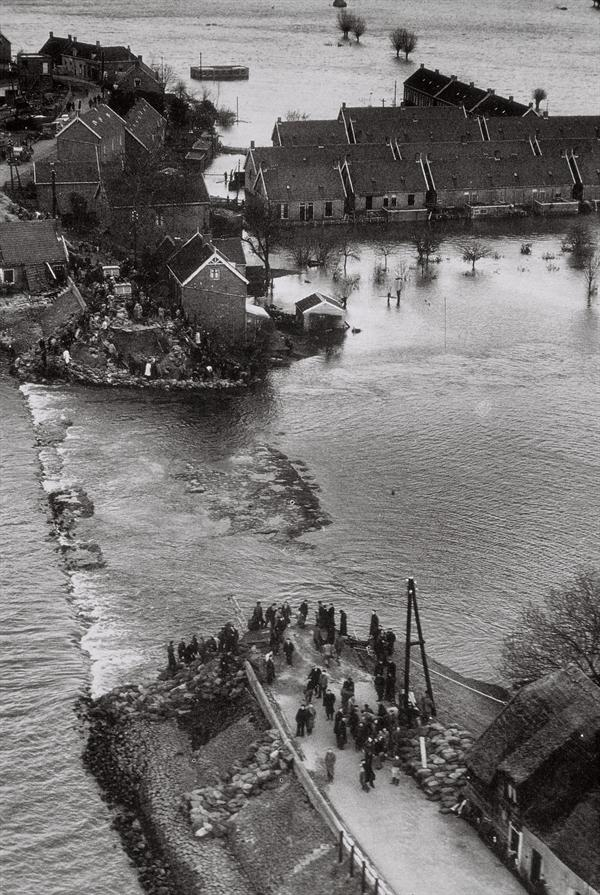
1953年北海大洪水期间的堤坝決口

決堤又稱決口，是指堤坝因洪水衝擊而被破坏，导致洪水淹没堤坝后面的土地。當然堤坝如果品質不過關，本身就有漏洞則更容易坍塌。決口出現後要第一時間修復，否則洪水或河水很有可能因此改道。